# Ernst Pepping
Ernst Pepping (Duisburg, 12 september 1901 – Berlin-Spandau, 1 februari 1981) was een Duits muziekpedagoog en componist, vooral op het gebied van vernieuwende protestantse kerkmuziek.

## Levensloop
Pepping studeerde van 1922 tot 1926 aan de Berlijnse hogeschool voor muziek en compositie bij Walter Gmeindl. In 1934 kreeg hij een betrekking als leraar bij de Spandauer Kirchenmusikschule van de Evangelisches Johannesstift in Berlin-Spandau. Dit werk zou hij zeer zorgvuldig en met volle inzet tot zijn dood blijven doen. Bovendien gaf hij van 1935 tot 1938 les aan de Berlijnse hogeschool voor muziek en compositie. Van 1947 tot 1968 was hij professor voor kerkmuziek en compositie aan de Berliner Hochschule für Musik (sinds 2001 Universiteit van de Kunsten in Berlijn).
Ernst Pepping wordt gezien als een van de belangrijkste protestantse kerkmusici van de 20e eeuw. Hij schreef vooral geestelijke werken voor koor, onder meer a capella-missen, motetten en koralen (bijvoorbeeld het "Spandauer Chorbuch"). Daarnaast schiep hij wereldlijke vocale muziek, orgel-, orkest- en kamermuziek. In 1926 werd in Donaueschingen zijn "Kleine Serenade für Harmonieorkest" voor het eerst uitgevoerd.
Pepping ontving voor zijn scheppingen talrijke onderscheidingen zoals eredoctoraten van de Vrije Universiteit Berlijn (1961) en de Kirchliche Hochschule Berlin-Zehlendorf (1971). Hij was lid van de Berlijnse Akademie der Künste en de Bayerische Akademie der Schönen Künste.

## Composities

### Werken voor orkest
- 3 symfonieën (1939, 1942, 1944)
- Serenade (1945)
- Pianoconcert (1950)

### Werken voor harmonieorkest
- Kleine Serenade (1926)

### Werken voor orgel
- 2 partita's (1932, 1933)
- Grosses und kleines Orgelbuch (1939–1940)
- Sonate (1958)
- Praeludia – Postludia zu 18 Chorälen (1969)

### Vocaal
- Choralsuite (1928)
- Choralbuch (1928)
- Hymnen (1929)
- Kleine Messe (1929)
- Deutsche Choralmesse (1930)
- Kanonische Suite (1928)
- Deutsche Messe (1938)
- Drei Evangelienmotetten (1937–1938)
- Das Jahr (1941)
- Der Wagen (1940–1941)
- Lob der Träne (1940)
- 33 Volkslieder (1943)
- Missa Dona Nobis Pacem (1948)
- Heut und ewig (1948–1949)
- Passionsbericht des Matthäus (1950)
- Missa brevis (1950)
- 14 liedmotetten (1953)
- Das Weltgericht (1958)
- Neues Choralbuch (1959)
- Die Weihnachtsgeschichte des Lukas (1959)
- Deines Lichtes Glanz (1967)
- Präludia/Postludia zu 18 Choralen (1969)

#### Liederen
- Liederbuch nach Gedichten von Paul Gerhardt (1945–1946)

## Publicaties
- Stilwende der Musik (1934)
- Der polyphone Satz (deel1:1943, deel 2:1950, 1956).